# Llinatge (biologia)
|  | Per a altres significats, vegeu «Llinatge». |

Un llinatge en evolució és una seqüència d'individus, que formen una línia de descendents. Les noves espècies són el resultat directe de l'especiació des d'una espècie ancestral immediata. Els llinatges són subagrupacions de l'arbre filogenètic. Els llinatges són sovint determinats per tècniques de filogènia molecular.

## Representacions filogenètiques dels llinatges

Arbre filogenètic basat en la comparació de seqüències dels gens d'ARNr, estableix tres grans llinatges en l'arbre de la vida.

Els llinatges es visualitzen normalment com a subgrups d'un arbre filogenètic. Per exemple, l'arbre de la figura mostra la separació de la via en tres llinatges ancestrals: bacteris, arqueus i eucariotes. En conseqüència un llinatge és una branca d'aquest arbre. Els arbres filogenètics es creen normalment a partir de comparació de seqüències d'ADN, ARN o de proteïnes. Les seqüències de diferents individus es recullen i es quantifiquen per similituds o diferències. Processos matemàtics s'usen per a la clusterització de dades individuals per similitud.
De la mateixa manera que un mapa és una aproximació a escala de la geografia real, un arbre filogenètic és una aproximació de la completa realitat de les relacions de l'evulució. Per exemple, en la fingura 1, el llinatger sencer dels animals s'ha reduït a una senzilla branca de l'arbre. Tanmateix, això és tan sols una limitació degut a l'espai. Teòricament, es podria generar un arbre real i complet arbre per a tots els organismes vivents o per qualsevol seqüència d'ADN.